# Bandama HBC Tiassalé
Maillots
Le Bandama Hand Ball Club est un club ivoirien de handball basé à Tiassalé.

## Historique
Le Bandama HBC a remporté trois titres de champion de Côte d'Ivoire décrochés en 2016, 2018 et 2022, deux coupes nationales remportées en 2018 et 2021 et deux supercoupes gagnées en 2019 et 2022.